# 仕角炮
仕角炮，中國象棋布局的一種。具體的下法是：先手走炮八平六（或二平四），將炮安於同側士角而得名。
可以防範敵軍飛車闖進來塞象眼，也可以在反攻時利用砲台轟擊敵營，屬於攻守兼備的開局手段之一。
明譜《橘中秘》被視為研究炮局的重要經典。

## 對應
後手以當頭炮（砲２平５或８平５）回應；或直接先以一炮換一馬，讓當頭炮的威力更加強大。